# 12128 Палерміті
12128 Палерміті (12128 Palermiti) — астероїд головного поясу, відкритий 13 вересня 1999 року.
Тіссеранів параметр щодо Юпітера — 3,216.